# 5620 Jasonwheeler
Az 5620 Jasonwheeler (ideiglenes jelöléssel 1990 OA) egy földközeli kisbolygó. Brian Roman,  Eleanor F. Helin fedezte fel 1990. július 19-én.